# FC Barcelona in het seizoen 1985/86
Dit artikel geeft een overzicht van FC Barcelona in het seizoen 1985/86, waarin de club vicekampioen werd en de finales van de Europacup I en Copa del Rey verloor.

## Spelerskern
| Naam                    | Nationaliteit  | Geboortedatum | Vorige club                   | opgeleid bij FC Barcelona |
| ----------------------- | -------------- | ------------- | ----------------------------- | ------------------------- |
| Keepers                 |                |               |                               |                           |
| Urruti                  | Spanje         | 17-02-1952    | 1977-1981 Espanyol            |                           |
| Amador                  | Spanje         | 29-09-1954    | 1978-1980 Hércules            |                           |
| Verdedigers             |                |               |                               |                           |
| José Ramón Alexanko     | Spanje         | 05-05-1956    | 1976-1980 Athletic Bilbao     |                           |
| Migueli                 | Spanje         | 19-12-1951    | 1970-1973 Cádiz               |                           |
| Julio Alberto           | Spanje         | 07-10-1958    | 1980-1982 Atlético Madrid     |                           |
| Manolo                  | Spanje         | 20-10-1960    |                               | cantera FC Barcelona      |
| Gerardo                 | Spanje         | 16-11-1956    | 1976-1981 Las Palmas          |                           |
| Josep Moratalla         | Spanje         | 01-10-1958    | 1979-1980 Deportivo La Coruña | cantera FC Barcelona      |
| Esteve Fradera          | Spanje         | 07-05-1963    |                               | cantera FC Barcelona      |
| Middenvelders           |                |               |                               |                           |
| Bernd Schuster          | West-Duitsland | 22-12-1959    | 1978-1980 FC Köln             |                           |
| Víctor Muñoz            | Spanje         | 15-03-1957    | 1981-1988 Real Zaragoza       |                           |
| Urbano                  | Spanje         | 22-12-1961    | 1979-1982 Espanyol            |                           |
| José Vicente Sánchez    | Spanje         | 08-10-1956    |                               | cantera FC Barcelona      |
| Ramón Calderé           | Spanje         | 16-01-1959    | 1981 Alcalá                   | cantera FC Barcelona      |
| Ángel Pedraza           | Spanje         | 04-10-1962    | 1982-1983 Villarreal          | cantera FC Barcelona      |
| Esteban Vigo            | Spanje         | 17-01-1955    | 1975-1977 Málaga              |                           |
| Aanvallers              |                |               |                               |                           |
| Steve Archibald         | Schotland      | 27-09-1956    | 1980-1984 Tottenham Hotspur   |                           |
| Pichi Alonso            | Spanje         | 17-12-1954    | 1978-1983 Real Zaragoza       |                           |
| Raúl Vicente Amarilla   | Paraguay       | 19-07-1960    | 1981-19850 Real Zaragoza      |                           |
| Francisco José Carrasco | Spanje         | 06-03-1959    | 1978 Terrassa                 | cantera FC Barcelona      |
| Paco Clos               | Spanje         | 08-08-1960    | 1981 Sabadell                 | cantera FC Barcelona      |
| Juan Carlos Rojo        | Spanje         | 17-11-1959    |                               | cantera FC Barcelona      |
| Marcos                  | Spanje         | 01-10-1959    | 1979-1982 Atlético Madrid     |                           |

- = Aanvoerder

### Technische staf
| Functie         | Naam           | Nationaliteit |
| --------------- | -------------- | ------------- |
| Coach           | Terry Venables | Engeland      |
| Assistent-coach | Allan Harris   | Engeland      |

## Resultaten
Een overzicht van de competities waaraan Barcelona in het seizoen 1985-1986 deelnam.
| Primera División | Copa del Rey        | Supercopa           | Europacup I         |
| ---------------- | ------------------- | ------------------- | ------------------- |
|                  |                     |                     |                     |
| Vicekampioen     | Verliezend finalist | Verliezend finalist | Verliezend finalist |

## Uitrustingen
Sportmerk: Meyba
| Thuis | Uit | Doelman | Doelman |

## Transfers

### Zomer
| Naam                  | Nationaliteit | Van/naar      | Type     |
| --------------------- | ------------- | ------------- | -------- |
| Inkomend              |               |               |          |
| Raúl Vicente Amarilla | Paraguay      | Real Zaragoza | Gekocht  |
| Uitgaand              |               |               |          |
| Periko Alonso         | Spanje        | Sabadell      | Verkocht |
| Salva                 | Spanje        | Hércules      | Huur     |

## Primera División

### Eindstand
| Pos | Club               | Wed | W  | G  | V  | DV | DT | DS  | P  |
| --- | ------------------ | --- | -- | -- | -- | -- | -- | --- | -- |
| 1   | Real Madrid        | 34  | 26 | 4  | 4  | 83 | 33 | 50  | 56 |
| 2   | FC Barcelona       | 34  | 18 | 9  | 7  | 61 | 36 | 25  | 45 |
| 3   | Athletic Bilbao    | 34  | 17 | 9  | 8  | 44 | 31 | 13  | 43 |
| 4   | Real Zaragoza      | 34  | 15 | 12 | 7  | 51 | 34 | 17  | 42 |
| 5   | Atlético Madrid    | 34  | 17 | 8  | 9  | 53 | 38 | 15  | 42 |
| 6   | Sporting Gijón     | 34  | 13 | 15 | 6  | 37 | 27 | 10  | 41 |
| 7   | Real Sociedad      | 34  | 17 | 5  | 12 | 64 | 51 | 13  | 39 |
| 8   | Betis Sevilla      | 34  | 11 | 13 | 10 | 40 | 40 | 0   | 35 |
| 9   | FC Sevilla         | 34  | 12 | 10 | 12 | 39 | 34 | 5   | 34 |
| 10  | Real Valladolid    | 34  | 13 | 6  | 15 | 54 | 48 | 6   | 32 |
| 11  | Espanyol Barcelona | 34  | 11 | 9  | 14 | 43 | 40 | 3   | 31 |
| 12  | Racing Santander   | 34  | 10 | 11 | 13 | 33 | 34 | −1  | 31 |
| 13  | UD Las Palmas      | 34  | 9  | 9  | 16 | 37 | 65 | −28 | 27 |
| 14  | CA Osasuna         | 34  | 9  | 9  | 16 | 24 | 33 | −9  | 27 |
| 15  | Cádiz CF           | 34  | 9  | 8  | 17 | 30 | 58 | −28 | 26 |
| 16  | Valencia CF        | 34  | 8  | 9  | 17 | 38 | 62 | −24 | 25 |
| 17  | Hércules Alicante  | 34  | 8  | 6  | 20 | 35 | 62 | −27 | 22 |
| 18  | Celta de Vigo      | 34  | 5  | 4  | 25 | 32 | 72 | −40 | 14 |

Pos = Positie ; Wed = Wedstrijden ; W = Winst ; G = Gelijk ; V = Verlies ; DV = Doelpunten voor ; DT = Doelpunten tegen ; DS = Doelsaldo ; P = Punten 
| Europacup I | UEFA Cup | Europacup II | Gedegradeerd |

## Copa del Rey

### Wedstrijden
| Copa del Rey                                     |                 |             |                            | |         |
| Wedstrijddetails                                 | Thuisploeg      | Uitslag     | Uitploeg                   | Opstelling | Kaarten |
| 1/8 finale                                       |                 |             |                            | |         |
| 15 januari 1986 Camp d'Esports Lleida            | UE Lleida       | 0-1         | FC Barcelona               | Urruti Gerardo, Moratalla, Alexanko, Manolo Víctor, Schuster, Urbano (75' Sánchez), Esteban Carrasco (75' Alonso), Amarilla          |         |
| 15 januari 1986 Camp d'Esports Lleida            |                 | 0-1         | 39' Esteban                | Urruti Gerardo, Moratalla, Alexanko, Manolo Víctor, Schuster, Urbano (75' Sánchez), Esteban Carrasco (75' Alonso), Amarilla          |         |
| 5 februari 1986 Camp Nou Barcelona               | FC Barcelona    | 0-0         | UE Lleida                  | Amador Gerardo, Moratalla, Fradera, Manolo Urbano (68' Pedraza), Calderé, Esteban Carrasco, Amarilla, Alonso (68' Marcos)            |         |
| 5 februari 1986 Camp Nou Barcelona               |                 |             |                            | Amador Gerardo, Moratalla, Fradera, Manolo Urbano (68' Pedraza), Calderé, Esteban Carrasco, Amarilla, Alonso (68' Marcos)            |         |
| Kwartfinale                                      |                 |             |                            | |         |
| 12 februari 1986 Estadio Vicente Calderón Madrid | Atlético Madrid | 1-2         | FC Barcelona               | Urruti Manolo, Migueli, Alexanko, Julio Alberto Víctor, Esteban, Pedraza (65' Moratalla), Calderé Archibald (78' Amarilla), Carrasco |         |
| 12 februari 1986 Estadio Vicente Calderón Madrid | 47' Marina      | 1-0 1-1 1-2 | 71' Archibald 82' Carrasco | Urruti Manolo, Migueli, Alexanko, Julio Alberto Víctor, Esteban, Pedraza (65' Moratalla), Calderé Archibald (78' Amarilla), Carrasco |         |
| 26 februari 1986 Camp Nou Barcelona              | FC Barcelona    | 0-0         | Atlético Madrid            | Urruti Gerardo, Migueli, Alexanko (46' Alonso), Julio Alberto Víctor, Moratalla (63' Manolo), Pedraza, Esteban Archibald, Carrasco   |         |
| 26 februari 1986 Camp Nou Barcelona              |                 |             |                            | Urruti Gerardo, Migueli, Alexanko (46' Alonso), Julio Alberto Víctor, Moratalla (63' Manolo), Pedraza, Esteban Archibald, Carrasco   |         |
| Halve finale                                     |                 |             |                            | |         |
| 12 maart 1986 Camp Nou Barcelona                 | FC Barcelona    | 1-0         | Athletic Bilbao            | Urruti Gerardo, Migueli, Alexanko, Julio Alberto (28' Manolo) Víctor, Moratalla, Pedraza, Calderé Amarilla (65' Alonso), Archibald   |         |
| 12 maart 1986 Camp Nou Barcelona                 | 50' Amarilla    | 1-0         |                            | Urruti Gerardo, Migueli, Alexanko, Julio Alberto (28' Manolo) Víctor, Moratalla, Pedraza, Calderé Amarilla (65' Alonso), Archibald   |         |
| 9 april 1986 Camp Nou Barcelona                  | Athletic Bilbao | 1-2         | FC Barcelona               | Urruti Sánchez, Migueli, Alexanko, Julio Alberto Víctor, Schuster, Pedraza, Urbano Carrasco, Marcos                                  |         |
| 9 april 1986 Camp Nou Barcelona                  | 29' Goikoetxea  | 0-1 1-1 1-2 | 15' Schuster 55' Carrasco  | Urruti Sánchez, Migueli, Alexanko, Julio Alberto Víctor, Schuster, Pedraza, Urbano Carrasco, Marcos                                  |         |

### Finale
|                          |                |       |              |                                                                                                  |
| 26 april 1986 20:30 CEST | Real Zaragoza  | 1 – 0 | FC Barcelona | Estadio Vicente Calderón, Madrid Toeschouwers: 45.000 Scheidsrechter: Victoriano Sánchez Arminio |
| 26 april 1986 20:30 CEST | Rubén Sosa 34' |       |              | Estadio Vicente Calderón, Madrid Toeschouwers: 45.000 Scheidsrechter: Victoriano Sánchez Arminio |

| Real Zaragoza | Barcelona |

| Real Zaragoza: |    |                      |     |
|                |    |                      |     |
| GK             | 1  | Andoni Cedrún        |     |
| RB             | 2  | Casuco               |     |
| CB             | 4  | Narciso Julià        |     |
| LB             | 3  | Rafael García Cortés |     |
| RM             | 6  | Francisco Güerri     | 57' |
| CM             | 11 | Juan Carlos          |     |
| CM             | 8  | Juan Señor           |     |
| LM             | 5  | Pedro Herrera        |     |
| RW             | 3  | Miguel Pardeza       | 90' |
| CF             | 10 | Rubén Sosa           | 85' |
| LW             | 9  | Francisco Pineda     |     |
| Wisselspelers: |    |                      |     |
| DF             |    | José Antonio Casajús | 85' |
| FW             |    | José Ramón Corchado  | 90' |
| Coach:         |    |                      |     |
| Luis Costa     |    |                      |     |

| FC Barcelona:  |    |                         |     |
|                |    |                         |     |
| GK             | 1  | Urruti                  |     |
| RB             | 2  | José Vicente Sánchez    | 75' |
| CB             | 3  | Migueli                 |     |
| CB             | 6  | José Ramón Alexanko     |     |
| LB             | 4  | Julio Alberto           |     |
| RM             | 11 | Ramón Calderé           |     |
| CM             | 5  | Víctor Muñoz            |     |
| CM             | 8  | Bernd Schuster          |     |
| LM             | 10 | Esteban Vigo            | 70' |
| CF             | 7  | Francisco José Carrasco | 70' |
| CF             | 9  | Pichi Alonso            |     |
| Wisselspelers: |    |                         |     |
| MF             |    | Marcos                  | 70' |
| FW             |    | Paco Clos               | 70' |
| Coach:         |    |                         |     |
| Terry Venables |    |                         |     |

## Europacup I

### Finale
|            |                               |       |                                      | |
| 7 mei 1986 | Steaua Boekarest              | 0 – 0 | FC Barcelona                         | Estadio Ramón Sánchez Pizjuán, Sevilla Toeschouwers: 59.000 Scheidsrechter: André Daina (Zwitserland) |
| 7 mei 1986 |                               |       |                                      | Estadio Ramón Sánchez Pizjuán, Sevilla Toeschouwers: 59.000 Scheidsrechter: André Daina (Zwitserland) |
| 7 mei 1986 | Strafschoppen                 |       |                                      | Estadio Ramón Sánchez Pizjuán, Sevilla Toeschouwers: 59.000 Scheidsrechter: André Daina (Zwitserland) |
| 7 mei 1986 | Majearu Bölöni Lăcătuş Balint | 2 – 0 | Alexanko Pedraza Pichi Alonso Marcos | Estadio Ramón Sánchez Pizjuán, Sevilla Toeschouwers: 59.000 Scheidsrechter: André Daina (Zwitserland) |

| Steaua | Barcelona |

| Steaua Boekarest: |    |                    |            |
|                   |    |                    |            |
| GK                | 1  | Helmuth Duckadam   |            |
| RB                | 2  | Ştefan Iovan       |            |
| CB                | 4  | Adrian Bumbescu    | 107'       |
| CB                | 6  | Miodrag Belodedici | 21'        |
| LB                | 3  | Ilie Bărbulescu    | Kreeg geel |
| RM                | 8  | Mihail Majearu     |            |
| CM                | 5  | Lucian Bălan       | 72'        |
| CM                | 11 | László Bölöni      | 33'        |
| LM                | 10 | Gavril Balint      |            |
| AM                | 7  | Marius Lăcătuș     | 25'        |
| CF                | 9  | Victor Pițurcă     | 107'       |
| Invallers:        |    |                    |            |
| MF                | 13 | Anghel Iordănescu  | 72'        |
| FW                | 14 | Marin Radu         | 107'       |
| Coach:            |    |                    |            |
| Emerich Jenei     |    |                    |            |

| FC Barcelona:  |    |                     |      |
|                |    |                     |      |
| GK             | 1  | Urruti              |      |
| RB             | 2  | Gerardo             |      |
| CB             | 3  | Migueli             |      |
| CB             | 6  | José Ramón Alexanco |      |
| LB             | 4  | Julio Alberto       | 23'  |
| RM             | 9  | Ángel Pedraza       |      |
| CM             | 5  | Víctor Muñoz        |      |
| CM             | 8  | Bernd Schuster      | 85'  |
| LM             | 11 | Marcos              |      |
| CF             | 7  | Francisco Carrasco  | 21'  |
| CF             | 10 | Steve Archibald     | 106' |
| Invallers:     |    |                     |      |
| MF             | 15 | Josep Moratalla     | 85'  |
| FW             | 16 | Pichi Alonso        | 106' |
| Coach:         |    |                     |      |
| Terry Venables |    |                     |      |

## Statistieken
De speler met de meeste wedstrijden is in het groen aangeduid, de speler met de meeste doelpunten in het geel.
| Naam                    | Primera División | Primera División | Copa del Rey | Copa del Rey | Supercopa | Supercopa | Europacup I | Europacup I | Totaal | Totaal |
| Naam                    | Wed              | Goals            | Wed          | Goals        | Wed       | Goals     | Wed         | Goals       | Wed    | Goals  |
| ----------------------- | ---------------- | ---------------- | ------------ | ------------ | --------- | --------- | ----------- | ----------- | ------ | ------ |
| José Ramón Alexanko     | 31               | 7                | 6            | 0            | 2         | 1         | 9           | 0           | 48     | 8      |
| Amador                  | 3                | 0                | 1            | 0            | 1         | 0         | 0           | 0           | 5      | 0      |
| Pichi Alonso            | 19               | 5                | 5            | 0            | 1         | 0         | 3           | 3           | 28     | 8      |
| Raúl Vicente Amarilla   | 21               | 6                | 4            | 1            | 1         | 0         | 4           | 0           | 30     | 7      |
| Steve Archibald         | 13               | 4                | 3            | 1            | 1         | 0         | 4           | 2           | 21     | 7      |
| Ramón Calderé           | 27               | 6                | 4            | 0            | 1         | 0         | 5           | 0           | 37     | 6      |
| Francisco José Carrasco | 28               | 4                | 6            | 2            | 1         | 0         | 8           | 0           | 43     | 6      |
| Paco Clos               | 20               | 3                | 1            | 0            | 1         | 1         | 4           | 2           | 26     | 6      |
| Esteve Fradera          | 6                | 0                | 1            | 0            | 1         | 0         | 3           | 0           | 11     | 0      |
| Gerardo                 | 23               | 0                | 4            | 0            | 1         | 0         | 7           | 0           | 35     | 0      |
| Julio Alberto           | 29               | 2                | 5            | 0            | 2         | 0         | 9           | 1           | 45     | 3      |
| Manolo                  | 18               | 0                | 5            | 0            | 1         | 0         | 2           | 0           | 26     | 0      |
| Marcos                  | 16               | 5                | 3            | 0            | 2         | 0         | 7           | 1           | 28     | 6      |
| Migueli                 | 29               | 0                | 5            | 0            | 1         | 0         | 9           | 0           | 44     | 0      |
| Josep Moratalla         | 19               | 0                | 5            | 0            | 2         | 0         | 5           | 0           | 31     | 0      |
| Víctor Muñoz            | 27               | 0                | 6            | 0            | 2         | 0         | 9           | 0           | 44     | 0      |
| Ángel Pedraza           | 13               | 2                | 5            | 0            | 0         | 0         | 4           | 0           | 22     | 2      |
| Juan Carlos Rojo        | 6                | 1                | 0            | 0            | 1         | 0         | 3           | 0           | 10     | 1      |
| José Vicente Sánchez    | 9                | 0                | 3            | 0            | 0         | 0         | 2           | 0           | 14     | 0      |
| Bernd Schuster          | 22               | 10               | 3            | 1            | 1         | 0         | 6           | 1           | 32     | 12     |
| Urbano                  | 8                | 1                | 3            | 0            | 0         | 0         | 0           | 0           | 11     | 1      |
| Urruti                  | 31               | 0                | 6            | 0            | 1         | 0         | 9           | 0           | 47     | 0      |
| Esteban Vigo            | 18               | 4                | 5            | 1            | 0         | 0         | 5           | 0           | 28     | 5      |

## Afbeeldingen

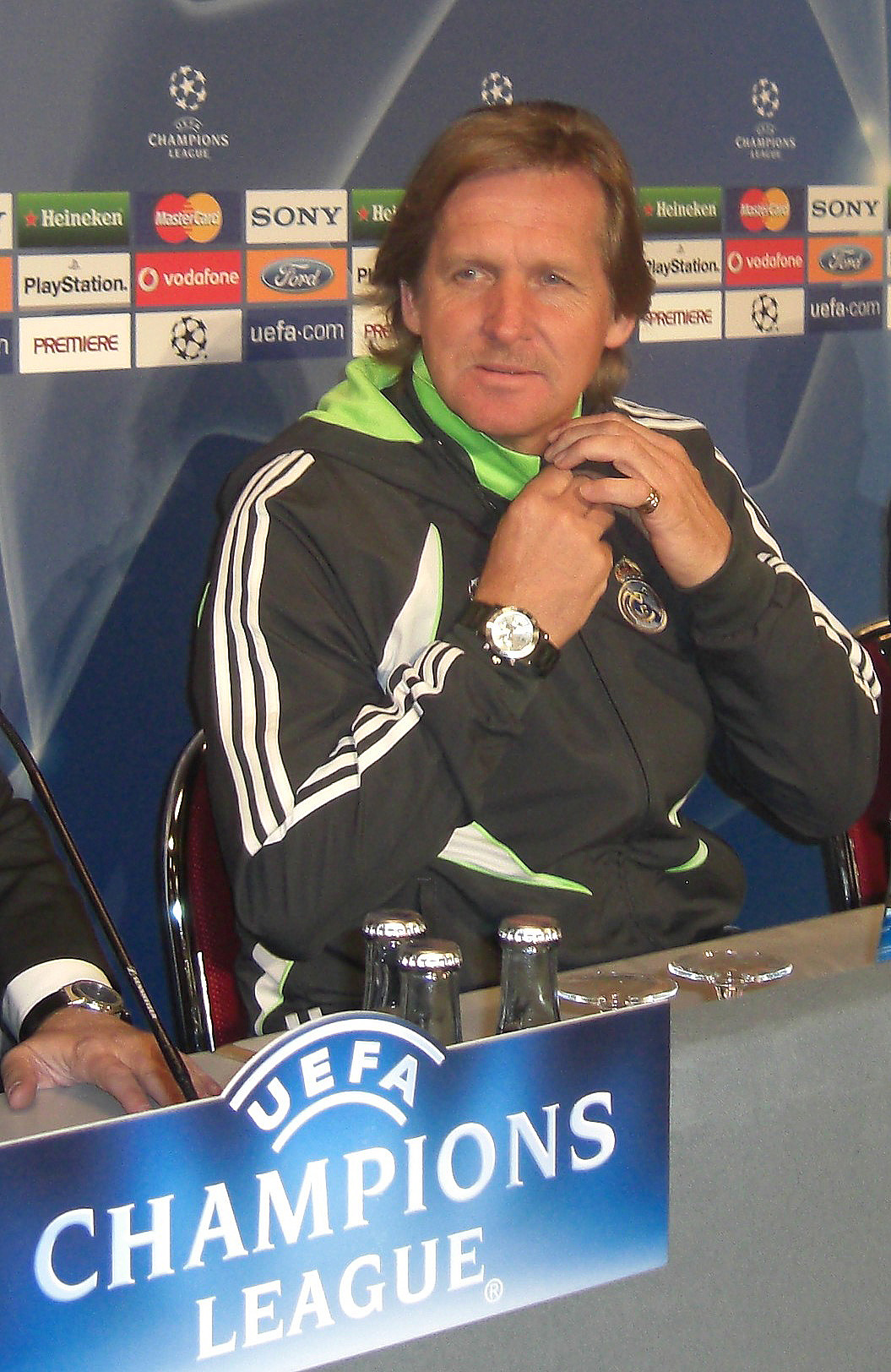
Bernd Schuster (middenvelder)

1985/86 · 1986/87 · 1987/88 · 1988/89 · 1989/90 · 1990/91 · 1991/92 · 1992/93 · 1993/94 · 1994/95 · 1995/96 · 1996/97 · 1997/98 · 1998/99 · 1999/00 · 2000/01 · 2001/02 · 2002/03 · 2003/04 · 2004/05 · 2005/06 · 2006/07 · 2007/08 · 2008/09 · 2009/10 · 2010/11 · 2011/12 · 2012/13 · 2013/14 · 2014/15 · 2015/16 · 2016/17 · 2017/18 · 2018/19 · 2019/20 · 2021/22 · 2022/23 · 2023/24 · 2024/25